# Bill Owens (politico 1949)
William Lewis Owens, detto Bill (New York, 20 gennaio 1949), è un politico statunitense, membro della Camera dei Rappresentanti per lo stato di New York dal 2009 al 2015.

## Biografia
Nato a Brooklyn, dopo il servizio militare nell'Air Force, Owens si laureò in legge e svolse la professione di avvocato e insegnante di diritto commerciale.
Nel 2009 Owens, militante del Partito Democratico, venne scelto dalla dirigenza del partito come candidato per un'elezione speciale della Camera dei Rappresentanti. Gli altri candidati erano la repubblicana Dede Scozzafava e l'indipendente Doug Hoffman; molte personalità del Partito Repubblicano, tuttavia, sostennero pubblicamente la candidatura di Hoffman a scapito della Scozzafava, che era una repubblicana molto liberale sui temi sociali. A una settimana dalle elezioni, la Scozzafava annunciò il suo ritiro dalla corsa e diede il suo appoggio a Owens, che riuscì a sconfiggere di misura Hoffman.
Owens venne poi riconfermato nelle elezioni successive, anche quando nel 2012 cambiò distretto congressuale. Nel 2014 annunciò il suo ritiro dal Congresso e venne succeduto dalla repubblicana Elise Stefanik.
Ideologicamente, Owens è un democratico molto moderato, di vedute centriste. Sposato con Jane, è padre di tre figli.